# Городские населённые пункты Томской области
Томская область включает 7 городских населённых пунктов, в том числе:
- 6 городов, среди которых выделяются:
  - 4 города областного подчинения (в списке  выделены оранжевым цветом) — в рамках организации местного самоуправления образуют отдельные городские округа,
  - 2 города районного подчинения (в рамках организации местного самоуправления входят в соответствующие муниципальные районы);
- 1 посёлок городского типа (рабочий посёлок) — в списке  выделен серым цветом — в рамках организации местного самоуправления входит в соответствующий муниципальный район.

## Города и пгт
| № | название  | район / город областного подчинения | население (чел.) | основание / первое упоминание | статус города/пгт | герб |
| - | --------- | ----------------------------------- | ---------------- | ----------------------------- | ----------------- | ---- |
| 1 | Томск     | Томск                               | ↘544 566         | 1604                          | 1629              |      |
| 2 | Асино     | Асиновский район                    | ↗24 913          | 1896                          | 1952              |      |
| 3 | Кедровый  | Кедровый                            | ↘1818            | 1982                          | 1987              |      |
| 4 | Колпашево | Колпашевский район                  | ↘20 824          | XVII век                      | 1938              |      |
| 5 | Северск   | Северск (ЗАТО)                      | ↘104 982         | 1949                          | 1954              |      |
| 6 | Стрежевой | Стрежевой                           | ↘39 169          | 1966                          | 1978              |      |
| 7 | Белый Яр  | Верхнекетский район                 | ↘7920            | 1930                          | 1964              |      |

### Бывшие пгт
- Асино — пгт с 1945 года. Преобразован в город в 1952 году.
- Батурино — пгт с 1941 года. Преобразован в сельский населённый пункт в 1993 году.
- Богашёво — пгт с 1982 года. Преобразован в сельский населённый пункт в 1992 году.
- Дзержинский — пгт с 1990 года. Преобразован в сельский населённый пункт в 1993 году.
- Итатка — пгт с 1964 года. Преобразован в сельский населённый пункт в 1992 году.
- Каргасок — пгт с 1959 года. Преобразован в сельский населённый пункт в 1992 году.
- Колпашево — пгт с 1933 года. Преобразован в город в 1938 году.
- Комсомольск — пгт с 1964 года. Преобразован в сельский населённый пункт в 1992 году.
- Красный Яр — пгт с 1957 года. Преобразован в сельский населённый пункт в 1992 году.
- Могочин — пгт с 1933 года. Преобразован в сельский населённый пункт в 1992 году.
- Моряковский Затон — пгт с 1940 года. Преобразован в сельский населённый пункт в 1993 году.
- Нарга — пгт с 1982 года. Преобразован в сельский населённый пункт в 1992 году.
- Октябрьский — пгт с 1982 года. Преобразован в сельский населённый пункт в 1993 году.
- Самусь — пгт с 1934 года. Преобразован в сельский населённый пункт в 1994 году.
- Светлый — пгт с 1982 года. Преобразован в сельский населённый пункт в 1992 году.
- Стрежевой — пгт с 1967 года. Преобразован в город в 1978 году.
- Тимирязевский — пгт с 1940 года. Преобразован в сельский населённый пункт в 1992 году.
- Тогур — пгт с 1939 года. Преобразован в сельский населённый пункт в 1992 году.